# Kunzwerda

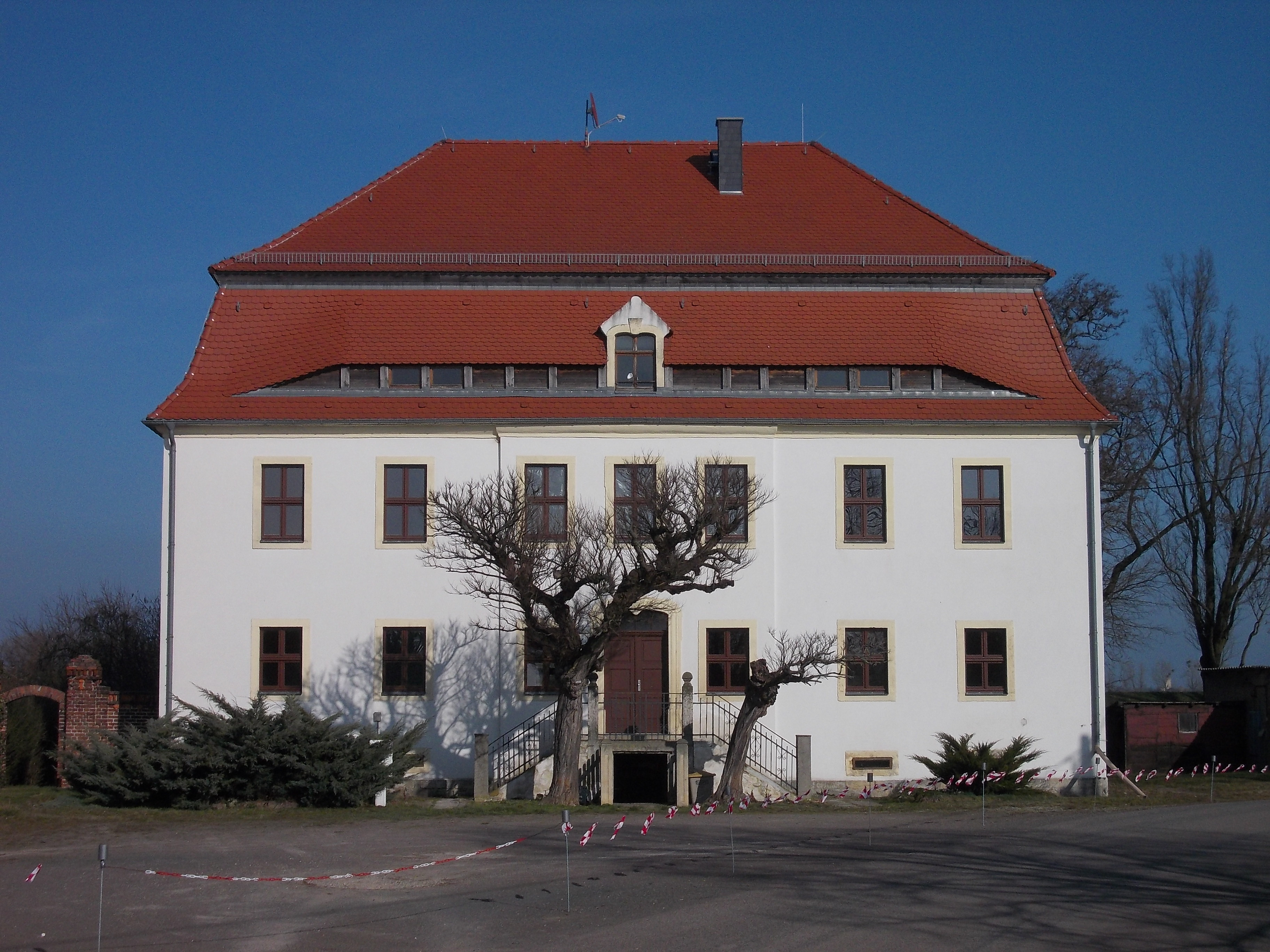
Herrenhaus Kunzwerda

Kunzwerda ist ein  Ortsteil der Stadt Torgau im Landkreis Nordsachsen in Sachsen.

## Lage
Der landwirtschaftlich geprägte Ortsteil Kunzwerda liegt südöstlich der Stadt Torgau direkt an dem östlichen Rand der Elbwiesen. Das Rundlingsdorf befindet sich auf einer erhöhten sandigen Terrasse der Elbniederung vor den Toren Torgaus. Die Bundesstraße 182 liegt westlicher.

## Geschichte
Aus einem Einzelgut entwickelte sich der Ortsteil. 1256 wurde die Gutsansiedlung Werder genannt. Daraus entwickelte sich bis 1791 der Name Cunzwerda. Dieser Name entspricht dem jetzigen Ortsnamen. Um 1516 war das Einzelgut ein Vorwerk. Später bearbeiteten zwei Vorwerke die Böden auf 130 Hektar im Umland. Dann wurde aus den Vorwerken ein Rittergut, das 1816 zum Freigut erklärt wurde. Nach 1945 wurde das Gut verstaatlicht.
Behördlich waren die Betriebe und Bewohner in den jeweilig zuständigen Ämtern in Torgau unterstellt. Kirchlich pfarrten die 60–70 Bewohner um 1800 nach Weßnig. Am 1. Januar 2009 wurde das ländliche Kunzwerda mit anderen Ortsteilen in die Stadt Torgau eingemeindet.